# 乌卡尔
乌卡尔（西班牙語：Ucar）是西班牙纳瓦拉的一个市镇。总面积12平方公里，总人口126人（2001年），人口密度11人/平方公里。